# 曹汝霖
曹 汝霖（そう じょりん）は、清末民初の政治家。字は潤田。北京政府の政治家で、安徽派に近い「新交通系」と呼ばれる派閥の要人である。日本との外交姿勢につき、五四運動では学生や世論の非難を浴びた。日中戦争の最中、日本側から親日政権首脳就任を度々要請されたが拒否し、親日政権への関与は限定的だった。

## 事績

### 袁世凱の下での活動
漢陽鉄路学校を経て、1900年（光緒26年）に日本へ留学する。東京専門学校（後の早稲田大学）、法政大学で学んだ。日本にあった間には、立憲君主制の採用を主張した。
1904年（光緒30年）の帰国後に進士となり、商部候補に属した。翌年、袁世凱の随員として日本へ渡り、東三省に関する協約の締結に従事した。その後、外務部に転じる。1911年（宣統3年）春、慶親王の皇族内閣において、外務部副大臣に任じられた。
1913年（民国2年）、曹汝霖は袁世凱から参議院議員に指名された。8月には外交部次長に任命された。1915年（民国3年）1月、曹汝霖は外交総長陸徴祥とともに、日本の駐華公使日置益との、いわゆる対華21ヶ条要求交渉に臨んだ。同年5月に、袁は要求を受諾しているが、国内からの反発は強かった。
1916年（民国5年）4月、曹汝霖は段祺瑞内閣で梁敦彦の後任として交通総長に任命される。5月には署理外交総長も兼任したが、6月、袁の死後にいずれの職も辞任した。同年秋、交通銀行総理に転じた。

### 五四運動の中で失脚
1917年（民国6年）1月、曹汝霖は西原亀三との借款交渉に初めて臨んだ。7月、張勲復辟後における段祺瑞内閣の交通総長に再任される。その翌年3月には署理財政総長を兼任した。そして、寺内正毅内閣が派遣してきた西原と、1億数千万円規模の借款交渉（いわゆる「西原借款」）を行っている。これ以降の各内閣で交通総長等の要職を占めた曹は、「新交通系」のリーダーと目された。
1919年（民国8年）、曹汝霖は、銭能訓内閣でも引き続き交通総長をつとめた。このとき、パリ講和会議が開催され、山東問題が焦点の1つとなっている。曹は大総統徐世昌に対し、日本の意思に沿って解決するよう進言した。
しかし、これは中国国内世論の憤激を招くことになる。このため、五四運動において、曹汝霖と陸宗輿（幣制局総裁。前駐日公使）、章宗祥（駐日公使）の3人は、「売国奴」として糾弾された。さらにデモ隊の学生たちが曹の邸宅へ突入する事件が発生する。曹は身を隠したものの、その場に居合わせた章は、学生たちの殴打を受けて負傷し、邸宅も焼き払われてしまった。6月10日、曹ら3人は役職を罷免され、講和会議代表団もヴェルサイユ条約調印を拒否した。
その後、曹汝霖は交通銀行総理などを再びつとめたが、国民政府の北伐を経て下野している。

### 親日政権との関わり
北京を首都とする傀儡政権・中華民国臨時政府を創設しようと日本が目論んだ際、その中心人物であった喜多誠一（天津特務機関長）や土肥原賢二は、曹汝霖を最高首脳に擁立しようと考えていた。しかし曹が断乎として拒絶したため両名も説得を断念、替わりに王克敏を擁立したとされる。
その後も、日本側は曹汝霖の担ぎ出しを諦めず、中国聯合準備銀行総裁や建設総署署長などの地位を提案したが、いずれも曹に拒絶された。ただし、曹も日本側の再三の要請に根負けし、また、保身の意味合いもあって、何の権限も付与されない臨時政府最高顧問という地位に呉佩孚と共に就任した。
1940年（民国29年）3月30日、南京国民政府（汪兆銘政権）に臨時政府が合流し、華北政務委員会に改組される。同年6月6日、汪兆銘らと対立した王克敏が華北政務委員会委員長を辞任した際に、喜多誠一は曹汝霖に後任委員長就任を要請した。しかし、曹は拒絶している。その一方で、1942年（民国31年）3月30日に設置された諮詢会議においては、曹は委員の1人として就任している。翌1943年（民国32年）2月16日には華北物価協力委員会会長に任命された。
臨時政府最高顧問等としては、華北政務委員会成立直後に一度失脚するまでの王克敏からは相談を頻繁に受け、曹汝霖も助言をしていたと見られる。しかし、華北政務委員会諮詢委員となってからは、時の委員長から曹は疎んじられる傾向にあったようである。日本に唯々諾々で無定見な王揖唐の姿勢を曹が批判したところ、王揖唐から反感を買ったため、以後の曹は助言を行わなかった。また、1943年7月の朱深死後に委員長として再登板した王克敏は、以前と異なり経済統制強化や経費削減などで独断を強め、それに批判的な曹とも関係が悪化し、滅多に会わなくなったという。
日本敗戦後の1945年12月5日、曹汝霖は軍事委員会調査統計局（軍統）による漢奸摘発で一時拘束されてしまう。しかし、これは現場の判断ミスであり、実際のところ曹については、蔣介石や戴笠から「漢奸対象外」との指示が既に出ていた。そのため後日、曹は戴から直接の謝罪を受けており、以後も漢奸として立件されることは無かった。

### 晩年
国共内戦期に曹汝霖は帰郷している。1949年（民国38年）には、国民政府とともに台湾に逃れた。1950年、日本へ亡命し、吉田茂の保護を受けている。
1957年にはアメリカへと移住した。1966年8月4日、デトロイトで死去。享年90（満89歳）。

### 人物像
交友関係
曹汝霖は日本留学中に中江家に寄宿していた縁もあり、中江丑吉と交友関係があった。大学を卒業した中江が北京に来ると、今度は曹が住居と生活費（月500元）を提供したため、中江は研究に専念できたという。曹邸が五四運動で学生団体に焼き討ちされた際、邸に滞在していたために学生に暴行されていた章宗祥を中江は果敢に救出したことがある（中江本人も負傷）。
1937年、曹汝霖が臨時政府首脳に擁立されそうになると聞くや、中江丑吉は慌てて曹へ真意を尋ねに来ている。曹から擁立を拒絶したと聞くと、中江は最敬礼して「安心した」などと述べた。曹によれば、日本人の知人・友人では中江だけが出馬しないよう勧めていたという。中江は肺病が悪化しても曹以外からの援助は受けないと誓っており（たとえば岡村寧次からの支援は辞退している）、曹の強い勧めと支援により満洲国で放射線治療を受けたが、まもなく病没した。曹は墓碑銘を執筆するなど、後事をおろそかにしなかった。

## 注
1. ↑  曹著、曹汝霖回想録刊行会編訳(1967)、243-247頁。
2. ↑  曹著、曹汝霖回想録刊行会編訳(1967)、263-267頁。同、276-277頁。
3. ↑  曹著、曹汝霖回想録刊行会編訳(1967)、254頁。
4. ↑  曹著、曹汝霖回想録刊行会編訳(1967)、274-275頁。
5. ↑  「物資協力体制成る」『同盟時事月報』7巻2号通号201号、昭和18年3月14日、同盟通信社、105頁。
6. ↑  曹著、曹汝霖回想録刊行会編訳(1967)、284頁。
7. ↑  曹著、曹汝霖回想録刊行会編訳(1967)、294-295頁。
8. ↑  曹汝霖が何故当初から漢奸対象外とされていたかは不明である。中華民国臨時政府や華北政務委員会で権限を持つ地位に無かったから、ということも考えられるが、同様の立場にあった章宗祥は逮捕（後に曹らが奔走して釈放）されており、決定的な理由とは見なしにくい。
9. ↑  曹著、曹汝霖回想録刊行会編訳(1967)、318-322頁。
10. ↑  曹著、曹汝霖回想録刊行会編訳(1967)、17頁。
11. ↑  曹著、曹汝霖回想録刊行会編訳(1967)、330頁。
12. ↑  曹著、曹汝霖回想録刊行会編訳(1967)、143頁。
13. ↑  曹著、曹汝霖回想録刊行会編訳(1967)、247頁。
14. ↑  曹著、曹汝霖回想録刊行会編訳(1967)、330頁。